# Separation Road
Separation Road, Anna Ternheims andra album, består av tio låtar och ett intro. Albumet släpptes även i begränsad upplaga och innehöll då en extra cd: Naked Versions II. Första singeln från skivan blev Girl Laying Down.

## Låtlista
All text och musik är skriven av Anna Ternheim utom spår 1:1 som är skrivet av Andreas Dahlbäck.

### Cd 1
| Spår | Titel                 | Längd |  |
| ---- | --------------------- | ----- |  |
| 1.   | Intro                 | 0:55  |  |
| 2.   | Girl Laying Down      | 2:57  |  |
| 3.   | Today Is a Good Day   | 3:32  |  |
| 4.   | Such a Lonely Soul    | 3:42  |  |
| 5.   | Calling Love          | 4:11  |  |
| 6.   | No Subtle Men         | 3:08  |  |
| 7.   | Lovers Dream          | 3:59  |  |
| 8.   | Feels Like Sand       | 3:41  |  |
| 9.   | Tribute to Linn       | 3:09  |  |
| 10.  | One to Blame          | 3:43  |  |
| 11.  | Halfway to Fivepoints | 2:50  |  |

### Cd 2:Naked Versions II
| Spår | Titel                          | Längd |  |
| ---- | ------------------------------ | ----- |  |
| 1.   | Intro                          | 0:18  |  |
| 2.   | Lovekeeper                     | 2:56  |  |
| 3.   | Girl Laying Down               | 3:05  |  |
| 4.   | You Mean Nothing to Me Anymore | 2:47  |  |
| 5.   | The Loneliness is Gone         | 2:48  |  |
| 6.   | Black Widow                    | 2:36  |  |
| 7.   | Lovers Dream                   | 4:18  |  |
| 8.   | Highlands                      | 3:45  |  |
| 9.   | Nights in Goodville            | 3:37  |  |
| 10.  | Words of Love                  | 3:16  |  |
| 11.  | Such a Lonely Soul             | 3:46  |  |

## Medverkande
- Anna Ternheim – sång (spår 1:2–11, 2:2–11), akustisk gitarr (spår 1:3, 7–11, 2:2, 4, 5, 9, 10)
- Staffan Andersson – elgitarr (spår 1:2–4, 6–8, 10)
- Jesper Nordenström – piano (spår 1:2, 4–6, 2:3)
- Andreas Dahlbäck – synthesizer (spår 1:3, 8, 9, 2:5), kör (spår 1:3, 5, 7, 2:2, 10)
- Sven Lindvall – bas (spår 1:2, 5, 10)
- Pelle Jacobsson – trummor (spår 1:2–5, 7, 10)
- Per Öhman – violin (spår 1:1, 2, 5, 7, 10, 11, 2:7)
- Torbjörn Bernhardsson – violin (spår 1:1, 2, 5, 7, 10, 11, 2:7)
- Mikael Sjögren – viola (spår 1:1, 2, 5, 7, 10, 11, 2:7)
- Ulrika Edström – cello (spår 1:1, 2, 5, 7, 10, 11, 2:7)

## Recensioner
Skivan fick ett blandat mottagande när den kom ut med ett snitt på 3,3/5 baserat på tolv recensioner.

## Listplaceringar
| Lista (2006-2007) | Topplacering |
| ----------------- | ------------ |
| Sverige           | 1            |